# Amatola durbanica
Amatola durbanica is een hooiwagen uit de familie Triaenonychidae. De wetenschappelijke naam van Amatola durbanica gaat terug op Lawrence.